# Алтайські мови

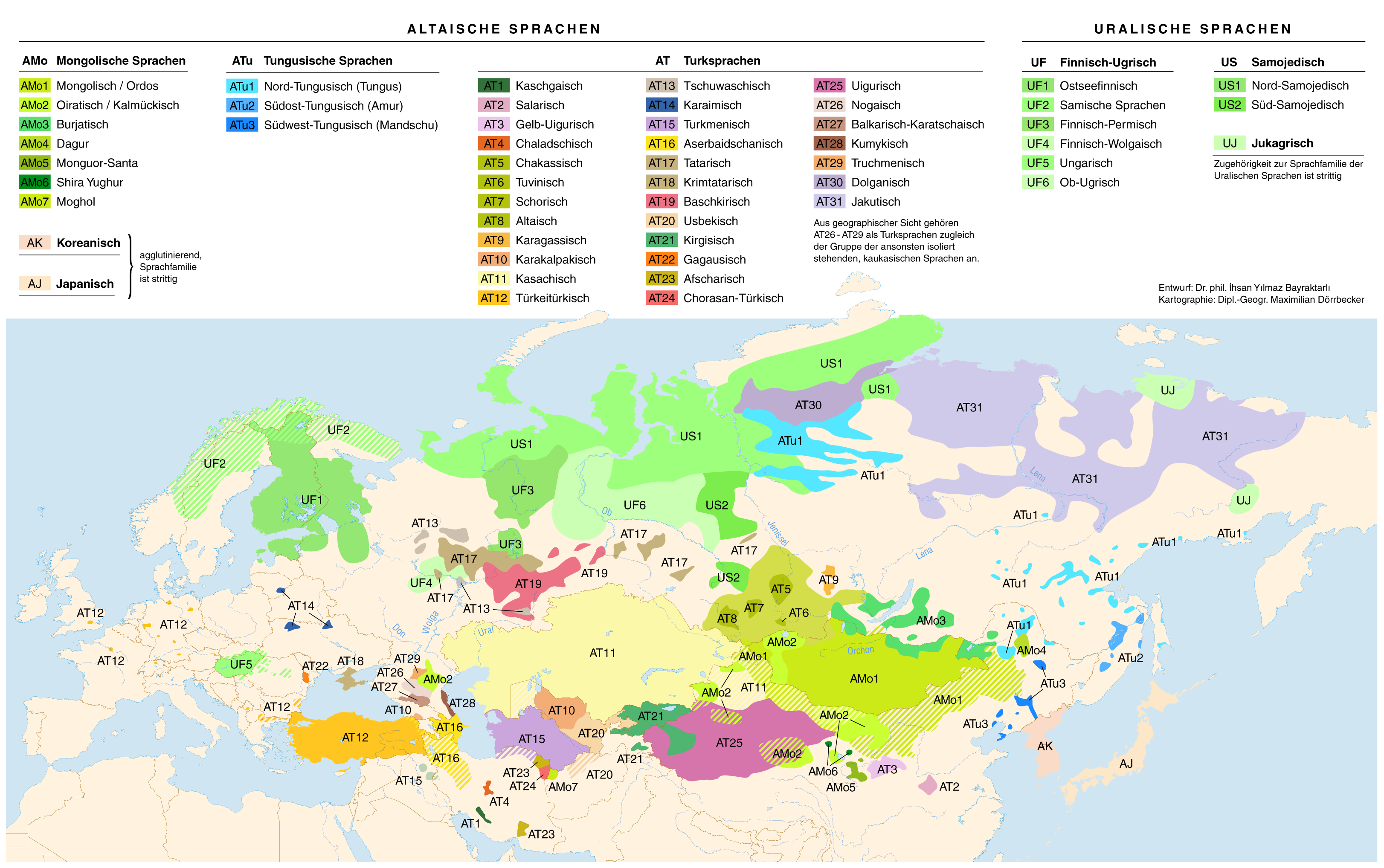
Лінгвістична мапа алтайських та уральських мов

Алтайські мови — макросім'я мов, яка включає монгольські й тунгусо-маньчжурські мови, рідше тюркські (т.з. мікроалтайська сім'я, близько 66 живих мов) та іноді — корейську і японсько-рюкюські мови:73 (разом із раніше перерахованими складають т.з. макроалтайську сім'ю, близько 74 мов). Мікроалтайська сім'я має близько 348 мільйонів мовців, макроалтайська сім'я — близько 558 мільйонів[джерело?].
Більшість порівняльних лінгвістів давно відкидають гіпотетичну мовну сім'ю, хоча вона продовжує підтримуватися невеликою, але стабільною науковою меншиною.
Мови алтайської макросім'ї поширені в Азії та Східній Європі на великій території від Балкан до Магаданської області і від Таймиру до Фарсу (Іран) і островів Рюкю (Японія). Генетична спорідненість складових гілок не є загальновизнаною: деякі вчені вважають її набутою в результаті інтенсивних мовних контактів на рівні прамови («антиалтаїсти»), деякі лінгвісти називають обидві теорії рівноважними («скептики»).

## Внутрішня класифікація
За найпоширенішою думкою алтайська сім'я включає тюркські мови, монгольські мови, тунгусо-маньчжурські мови, у максимальному варіанті також корейську мову та японсько-рюкюські мови (спорідненість з двома останніми групами гіпотетична).
За даними глотохронології, розпад алтайської прамови датується приблизно 5 тис. до Р. Х. (17 збігів у 100-мовному списку Сводеша). Традиційно вважалося, що розпад стався на японо-корейську та тюрксько-монгольсько-тунгусо-маньчжурську (західноалтайську або материкову) підсім'ї. Але докладніший лексикостастичний аналіз і порівняльний розподіл близько 2000 лексичних ізоглос (підсумовані в Алтайському етимологічному словнику [2003]) говорять на користь того, що алтайська сім'я ділиться скоріше на 3 підсім'ї:
- західну (тюрко-монгольську), що розпалася у серередині 4-го тис. до Р. Х. на тюркську і монгольську гілки (25 збігів у 100-словному списку);
- центральну, що включає тунгусо-маньчжурську гілку;
- східну (японо-корейську), що розпалася, у середині 3 тисячоліття до Р. Х. на корейську і японо-рюкюські гілки (33 збіги в 100-словному списку). Історичні дані свідчать, що до III тисячоліття до Р. Х. японо-корейці та тунгусо-маньчжури становили єдність, розколоту створенням Глазковської культури і королівства Кочосон. Розкол японо-корейців відбувся лише в IV столітті до Р. Х. , коли частина з них переселилася до Японії і, асимілювавши місцевих айнів, створила протояпонську культуру Яйой

Але подальший розпад створених гілок відбувається набагато пізніше, що є однією з причин того, що деякі вчені не визнають за алтайською сім'єю генетичного статусу.
- Тюркська гілка — 72 % між окремими складовими (приблизний час розпаду — початок ери від Р. Х..);
- Монгольська гілка — 90 % (X століття);
- Тунгусо-маньчжурська гілка — 65 % (IV століття до Р. Х.);
- Японсько-рюкюська гілка — 74 % (II століття до Р. Х.);
- Корейська гілка — 91 % (XI століття).

Західні лінгвісти нерідко об'єднують корейську і японо-рюкюські гілки в одну пуйоську гілку, в яку включають також ряд мертвих мов: древньояпонську, стародавні мови Корейського півострова (когурьоська, сілланська, Пекче, Пуйо

### Критика включення тюркської сім'ї
Основний словник тюркських та тунгусо-маньчжурських мов не збігається. Після виключення слів, які, напевно, можна визнати запозиченими, загальні елементи в тюркському та монгольському основному словнику складуть не більше 2 %, причому ці загальні слова легше пояснити запозиченнями, ніж як свідчення генетичних зв'язків. Після подібних винятків загальні елементи в монгольському і маньчжурському основному словнику не перевищать 3,5 % від усього лексичного складу, причому ці слова можуть бути легше пояснені як лексичні запозичення, ніж як свідчення генетичних зв'язків. Навіть якщо вважати, що мінімальні відповідності між основними словниками монгольських та тюркських мов і монгольських та маньчжурських мов відповідно на перший погляд дають певне свідоцтво про генетичні зв'язки, монгольські мови не можуть бути генетично пов'язані з обома вже тому, що тюркські не пов'язані з тунгусо-маньчжурськими.
В останнє десятиліття критики, окрім суто лінгвістичних аргументів, використовують і археологічні. Початкова відособленість тюркської групи від монголо-тунгуської підтверджується не лише історико-лінгвістичними, а й історико-культурними та археологічними даними. Так, радянський та російський історик, археолог, доктор історичних наук І. Л. Кизласов вказує на суттєві відмінності археологічної матеріальної культури ранніх тюрків від монголо-маньчжурів, припускаючи, що це пов'язано з різним походженням даних народів. Він приходить до висновку, що тюркську групу слід відокремити від алтайської і розглядати окремо, як це було зроблено свого часу з розчленованою на дві сім'ї урало-алтайською сім'єю, також детально зайнятися лінгвістично та археологічно тією тривалою та складною історією, яка була пройдена найбільш ранніми тюркськими народами та їх по-справжньому давніми предками. Такий підхід змінює погляд на початкові етапи історії тюркських народів, розміщення їхньої прабатьківщини та її етнокультурне оточення.
Ряд дослідників (Гарма Санжеєв, Щербак Олександр Михайлович, Андраш Рона-Таш, Олександр Вовін, Штефан Георг, Герхард Дьорфер, Юха Янхунен, Владислав Котвич, Дюла Немет, Л. Лігеті, Д. Синор та інші) вважає спорідненість алтайських мов недоведеною, заперечує колишню теорію єдиної алтайської прамови, зовнішню спорідненість тюркських, монгольських і тунгуських мов вони пояснють на основі їх сходження (зближення — мовний союз), а не розходження з одного кореня, залишаючи за алтайською спільністю лише ареальний та типологічний статус. Основні претензії викликає введена в алтайське порівняння лексика: стверджується, що всі «алтайські» лексичні збіги можуть бути пояснені різночасними запозиченнями і що загальними для алтайських мов виявляються саме слова, які за своїм значенням належать до «проникних» частин лексичної системи.

## Прабатьківщина
Назва «алтайські» вказує на передбачувану прабатьківщину сім'ї (Алтай), яка, втім, за останніми даними знаходилася південніше, на території нинішнього Північного Китаю.

## Зовнішня спорідненість
У сучасній макрокомпаративістиці алтайська сім'я включається до ностратичної макросім'ї. Припущення про особливу близькість алтайських мов з уральськими (гіпотеза урало-алтайської сім'ї мов існує з XVIII ст.) може зніматися в рамках ностратичної теорії; специфічні сходження уральських та алтайських мов в області лексики, словотворення і типології пояснюються схожим місцем існування та численними контактами на різних хронологічних рівнях.
Деякі вчені намагаються пов'язати мікроалтайською групу з культурою Карасук і появи північних монгольських елементів у дінлін. Припускається що культура Карасук це заснована мігрантами східної гілки ділінів. Її вплив поширювався на Ордоський регіон Китаю і на всю Маньчжурію та Північну Корею. Представники Карасукської культури мали постійні поселення і будинки. Економіка була складною. Вони розводили велику рогату худобу, коней та овець. Розробили високий рівень бронзової металургії. Характерні для культури Карасук великі цвинтарі. Могили були обгороджені кам'яними плитами, покладеними на гребінь.
Інші вчені пов'язують культуру Карасук з Карасукськими мовами — нещодавно запропонованої мовної сім'ї, яка включає єнісейські мови і бурушаскі, але не з алтайськими мовами. Прив'язка мови до археологічних відкриттів за відсутності письмових доказів завжди є делікатним питанням. Наразі пропонується зв'язок єнісейських мов з мовами на-дене Північної Америки у єдину мовну сім'ю Дене-єнісейську (Bulletin of the Society for the Study of the Indigenous Languages of the Americas 264, 31 March 2008).
Вважається що тюркські та монгольські мови більш тісно пов'язані одна з одною, ніж з тунгуськими. Якщо це так, розкол між тюркськими і монгольськими мовами відбувся останнім в алтайський групі. Припускається, що це відбулося незадовго до періоду Хунну.

## Граматична характеристика прамови і її розвиток

### Фонологія
Фонологічні системи сучасних алтайських мов мають ряд спільних властивостей. Консонантизм: обмежену поширеність фонем у позиції початку слова, тенденція до ослаблення в початковій позиції, обмеження на сполучність фонем, тенденція до відкритого складу. Гучні вибухові протиставлені зазвичай по силі-слабкості або за дзвінкості-глухості; глоталізація не трапляється. Немає фонологічно релевантних поствелярних (увулярних в тюркських мовах — алофони велярних приголосних заднього ряду). Ці системи є розвитком чергової системи фонем, відновлюваної для праалтайскої мови.
Праалтайский консонантизм реконструюється в наступному вигляді:
Вокалізм охоплював 5 монофтонгів (* i, * e, * u, * o, * a) і 3 дифтонги (* ia, * io, * iu), які можливо були упередненними монофтонгами: * ä; * ö; * ü. Дифтонги трапляються тільки в першому складі. Для праалтайської відновлюється відсутність сингармонізму. Для вокалізму більшості алтайських мов характерний сингармонізм різних типів; сингармоністичні системи реконструюються принаймні для пратюркської і прамонгольскої мов. У частині мов є довгі голосні, а також висхідні дифтонги (в тунгусо-маньчжурських, деяких тюркських мовах; для певного періоду розвитку монгольських мов).
В алтайських мовах практично немає фонологічно значущого силового наголосу. Для мов японсько-корейської гілки характерні системи з музичним наголосом; реконструюється пракорейсько-японська система тонів. В окремих тюркських мовах відзначені тонові і фонаціонні просодичні відмінності. Для прамови, очевидно, релевантно було протиставлення голосних за довготою-стислостю (по тюрксько — тунгусо-маньчужрским відповідностям) і по тону (високий-низький, по японо-корейським відповідностям).
Загальні тенденції в фонетичній зміні алтайських мов — схильність до встановлення сингармонізму різних типів, складні позиційні зміни, редукція фонологічної системи в анлауті, компресія і спрощення сполук, що призводить до зменшення довжини кореня. Це спричинювало різке збільшення кількості омонімічних коренів, що компенсується зрощенням коренів з афіксальними елементами, що ускладнює виділення праоснов, встановлення їх значень і їх порівняння в рамках алтайської теорії.

### Морфологія
В області морфології для алтайських мов характерна аглютинація суфіксального типу. Є і певні типологічні відмінності: якщо західні тюркські мови є класичним прикладом аглютинативності і майже не мають фузії, то в монгольський морфології знаходимо низку фузіонних процесів, а також не тільки морфонологічні, але й морфологічний розподіл афіксів, тобто явний рух у напрямку флексії. Східні тюркські мови, що потрапили в сферу впливу монгольської, також розвивають потужну фузію.
Граматичні категорії імені в алтайських мовах материкової гілки — число, приналежність, відмінок; в японський та корейський — відмінок. Для афіксів числа характерна велика різноманітність і тенденція до нанизування в межах однієї словоформи кількох показників множини з наступним склеюванням їх в один; багато показників виявляють матеріальну схожість з суфіксами колективних імен, від яких, мабуть, і походять. Легкий перехід значення афіксу від дериваційного збірного до граматичної множинності пов'язаний з характером вживання множини в алтайських мовах: воно виражається лише у маркованому випадку, іноді тільки лексично. Для праалтайскої відновлюється велика кількість афіксів збірності з різноманітними відтінками значень.
Афікси речі в монгольських і тунгусо-маньчжурських мовах походять від постпозитивних особистих займенників, а в тюркських утворюють особливу систему (можливо, також висхідну до особистих займенників); особливий афікс приналежності 3-ї особи-ni, що не зводиться до займенників 3-ї особи, а походить до праалтайської мови. У тунгусо-маньчужрських мовах афікси речі 1-ї особи множини розрізняють, як і особисті займенники, інклюзивність та ексклюзивність. У всіх трьох материкових сім'ях форма приналежності 3-ї особи використовується для вираження визначеності.
Практично для всіх алтайських відмінкових систем характерний називний відмінок з нульовим показником; форма з нульовим відмінковим показником використовується також при багатьох постфіксів. Така форма відновлюється і для прамови. Реконструюються також афікси знахідного, родового, партитивного, давального і орудного відмінків. Є ряд загальних показників з локалізаційними, направлювальними і подібними значеннями, частково задіяних за мовами в іменних парадигмах, частково виявляються в прислівникових утвореннях. Ці показники часто приєднуються один до одного і до відмінкових афіксів «основних» відмінків, спочатку для вираження відтінків локалізаційно-направлювальних значень; потім тонкі відмінності стираються і виникають етимологічно складні відмінкові показники.
Особисті займенники тюркських, монгольських і тунгусо-маньчжурських мов виявляють істотні збіги (порівняйте відмінність прямої (bi-) та непрямої (m-) основ у займенників 1-ї особи; основа займенників 2-ї особи в монгольських мовах (* t-> n-) відрізняється від тюркської і тунгусо-маньчжурської (s-). У монгольських і тунгусо-маньчжурських розрізняються інклюзивні та ексклюзивні займенники 1-ї особи мнпожини. Присвійні займенники є похідними від особистих; у монгольських і тунгусо-маньчжурських мовах є зворотно — присвійні займенники. Вказівні займенники збігаються формально і семантично у монгольських і тунгусо-маньчжурських мовами; в тюркських давня система (маються три ступені дальності). У корейський є спільні з монгольськими та тунгусо-маньчжурськими вказівні займенники i (* e) 'цей' та te 'той'. Відновлюється два питальних займенники з протиставленням по особистості / неособисті. У монгольських мовах є особлива категорія відзайменникових дієслів (етимологічно — дієслова, похідні від вказівних і питальних займенників); до цієї ж категорії відносять негативне дієслово е-, загальне для монгольських і тунгусо -маньчжурських мов.
Всупереч часто висловлювальної думки, для алтайських мов реконструюється система загальних числівників від 1 до 10.
В алтайському дієслові знаходять дві споконвічно дієслівні форми: наказовий спосіб (у формі чистої основи) і бажаний спосіб (на-s-). Інші фінітні форми етимологічно являють собою різні віддієслівні імена, які стоять на предикативний позиції, або оформлені афіксами предикативного (зазвичай виражають особу і число). Показники цих віддієслівні імен (нині грають роль видо-часових і здійснювальних) виявляють значну матеріальну схожість, але їх первісна семантика і вживання сильно затемнені внутрішньосистемни змінами. Категорія залога в алтайських мовами є скоріше словотворчою; при загальній структурній близькості вона зберігає мало матеріально тотожних показників. Для тюркських та тунгусо-маньчжурських мов характерне включення в дієслівну парадигму категорії заперечення, але показники її не збігаються. Є декілька загальних модальних показників. Особисте узгодження дієслівних форм представлено в мовах внутрішнього кола, його показники сягають в кінцевому рахунку до особистих займенників. У японський та корейський як функціональний аналог особистого узгодження виступає розвинена категорія ввічливості.
Алтайські мови демонструють значне число загальних словотворчих показників, головним чином імен від дієслів і дієслів від імен.

### Синтаксис
Алтайські мови — мови номінативної будови з переважним порядком слів SOV і препозицією визначення. У тюркських, монгольських і тунгусо-маньчжурських мовах зустрічаються ізафетні конструкції з посесивним показником при визначеному слові. Застосовується головним чином побутовий спосіб вираження володіння (тобто «у мене є», а не «я маю»), крім монгольських, де володіння виражається за допомогою особливого прикметника на-taj (типу «я є кінний», замість «маю коня»; прикметники володіння і не володіння є і в інших материкових алтайських мовами). У японському та корейському реченні обов'язково формально виражено актуальне членування. Термін «алтайський тип складнопідрядного речення» пов'язаний з перевагою, що надаються алтайськими мовами абсолютним конструкціям з дієсловом у нефінітній формі перед підрядними реченнями.

## Історія дослідження
Виникнення наукової алтаїстіки пов'язано з ім'ям Б. Я. Владімірцова, Г. Й. Рамстедта і М. М. Поппе. Густав Рамстедт обґрунтував спорідненість не тільки тюркських, монгольських і тунгусо-маньчжурських мов, але й корейської. Згодом Р. Міллер висунув, а С. А. Старостін остаточно обґрунтував приналежність до тієї ж сім'ї японської мови. Низка дослідників (А. М. Щербак, А. Вовін, C. Георг, Г. Дерфер, Ю. Янхунен) вважає спорідненість алтайських мов недоведеною, залишаючи за алтайською спільністю лише локальний і типологічний статус. Основні претензії викликає введена в алтаїстику порівняльна лексика: стверджується, що всі алтайські лексичні зіставлення можуть бути пояснені запозиченнями різного часу, і що спільними для алтайських мов виявляються якраз слова за своїм значенням пов'язані з «запозиченими» частинами лексичної системи. Реальна основа такого погляду полягає в наступному: компаративістський процедурі в алтайських мовах дійсно доводиться стикатися з фактором багаторазового поновлення тісних контактів між тюрками, монголами і тунгусо-маньчжурами, внаслідок якого лексика будь-якої материкової алтайської мови наповнена запозиченнями з інших алтайських мов. Доповнення алтайського порівняння японською і корейською мовами значно підвищує надійність лексичного зіставлення, зменшуючи ймовірність пояснення лексичних збігів ранніми контактами.